# Telescopus nigriceps
Telescopus nigriceps – gatunek bliskowschodniego węża z rodziny połozowatych (Colubridae).

## Systematyka
Być może pod nazwą tą ukrywa się nie jeden, ale kompleks kilku gatunków.
Łuskonośne te zalicza się do rodziny połozowatych, do której zaliczano je od dawna. Starsze źródła również umieszczają Telescopus w tej samej rodzinie Colubridae, używając jednak dawniejszej polskojęzycznej nazwy: wężowate albo węże właściwe. Poza tym Colubridae zaliczają do infrapodrzędu Caenophidia, czyli węży wyższych. W obrębie rodziny rodzaj Telescopus należy natomiast do podrodziny Colubrinae.

## Rozmieszczenie geograficzne
Telescopus nigriceps występuje na Bliskim Wschodzie – w południowej Turcji, Syrii, Libanie, Jordanii, Iraku i zachodnim Iranie.
Suche tereny, na których żyje ten połozowaty, porasta porozrzucana roślinność krzaczasta typu śródziemnomorskiego. Węże te spotyka się w środowiskach stworzonych przez człowieka, jak gaje oliwne, sady, ogrody. Zwierzęta te widywane są wśród kamieni i pod nimi.

## Zagrożenia i ochrona
Jest to zazwyczaj pospolity wąż. Istnieniu gatunku nic poważnego nie zagraża.
Występuje w licznych obszarach chronionych.